# Union Sportive Coutras
L'Union Sportive Coutras è un club di hockey su pista avente sede a Coutras in Francia.
Nella sua storia ha vinto 16 campionati nazionali.
La squadra disputa le proprie gare interne presso il Patinoire Milou Ducourtioux, a Coutras.

## Palmares

### Titoli nazionali
- Campionato francese: 16

1964, 1966, 1968, 1970, 1971, 1972, 1974, 1975, 1977, 1980
1983, 1984, 1985, 1986, 2009-2010, 2010-2011